# Катрей
Катрей (на старогръцки: Κατρεύς, Katreus, Catreus) в древногръцката митология е цар на Крит и син на Минос и Пасифея.  Той става цар на Крит след баща си.
Той има един син, Алтемен, и три дъщери, Апемосина, Аеропа и Климена. Един оракул му предсказва, че ще бъде убит от едно от децата му.  Затова те отиват в други страни. Син му Алтемен доброволно заминава на остров Родос.
Когато Катрей остарява тръгва за Родос, за да предаде управлението на син си. Овчарите помислили, че той и придружителите му са морски пирати и хвърлят по тях камъни. Син му Алтемен пристига и убива баща си с копие. Когато разбира, че чрез него предсказанието на оракула се изпълнило, по негови молби е погълнат в земята.
На погребението на Катрей идва и внук му Менелай. Когато Менелай бил далече от дома си, Парис от Троя се възползва от това и отвлича съпругата му Елена, което води накрая до Троянската война.
Понеже единственият син на Катрей е мъртъв, на трона в Крета се възкачва брат му Девкалион.